# Red Dog Mine
Red Dog Mine és una concentració de població designada pel cens dels Estats Units a l'estat d'Alaska. Segons el cens del 2000 tenia 32 habitants.

## Demografia
Segons el cens del 2000, Red Dog Mine tenia 44 habitants, 4 habitatges, i 3 famílies La densitat de població era de 0,2 habitants/km².
L'edat mediana era de 34 anys.
Cap de les famílies i el 37,9% de la població estaven per davall del llindar de pobresa.

## Poblacions més properes
El següent diagrama mostra les poblacions més properes.